# Statue de bronze de saint Pierre
Pour les articles homonymes, voir statue de saint Pierre.
La statue de bronze de saint Pierre est une représentation de saint Pierre en chaire, une sculpture en bronze placée dans la nef de la basilique Saint-Pierre du Vatican, à Rome.
Elle a très probablement été réalisée par Arnolfo di Cambio au XIIIe siècle, bien qu'elle ait longtemps été considérée comme datant du Ve siècle. 
À l'occasion de la fête des saints Pierre et Paul (29 juin), patrons de la ville de Rome, la statue est vêtue d'une chape et d'un tiare.

## Description
La statue représente saint Pierre en position assise dans sa cathèdre, bénissant de la main droite, et, de l'autre, tenant les clés du Royaume de Dieu. La tradition veut que ce soit un acte pieux de toucher le pied droit de la statue de celui qui fut le premier des apôtres et le premier pape : celui-ci est aujourd'hui visiblement endommagé par l'usure des actions des pèlerins.
Deux torches d'Egidio Giaroli ont été placées devant l'œuvre en 1971, toujours en bronze, tandis qu'un médaillon en mosaïque représentant le pape Pie IX est situé au-dessus de la statue. 
Il a été placé ici en 1871 à la suite de la construction de la verrière sous laquelle la statue est installée et pour rappeler la légende selon laquelle aucun pape n'aurait jamais atteint le quart de siècle de son pontificat qui, selon la tradition, correspondrait à la durée du pontificat de saint Pierre.
Lors de la fête des saints Pierre et Paul, la statue est recouverte de vêtements papaux pour souligner le lien profond entre saint Pierre et sa position de pontife de l'église du Christ.

## Copies dans le monde

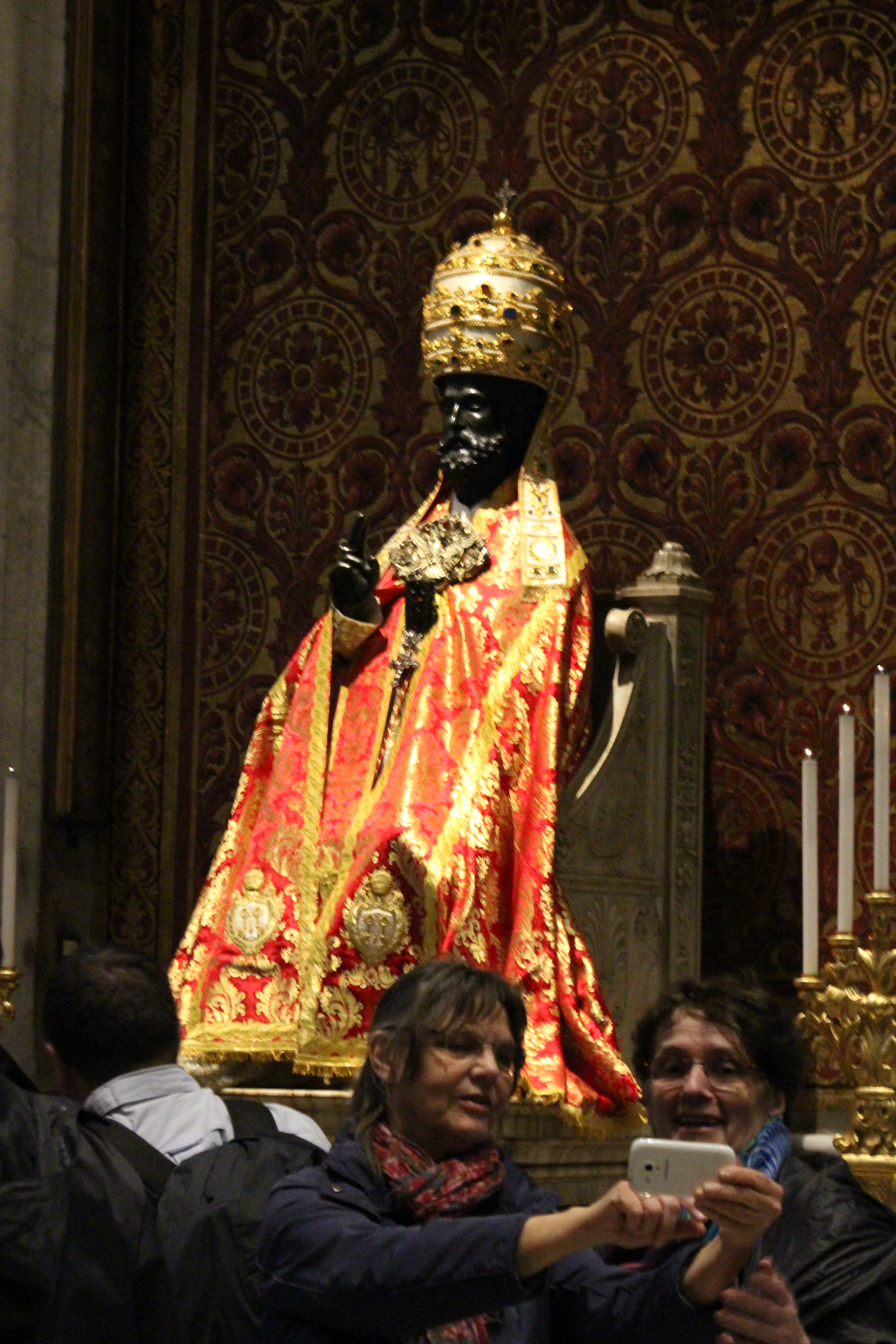
La statue revêtue des vêtements papaux.

Une statue de saint Pierre parfaitement identique à celle du Vatican est érigée dans le déambulatoire de la cathédrale Notre-Dame de Paris, juste derrière l'autel.
Un autre exemplaire se trouve dans la co-cathédrale du Saint-Nom-de-Jésus de Jérusalem ;  les prières qui y sont offertes reçoivent les mêmes indulgences que celles offertes au Vatican.
Une copie de la statue est également exposée dans l'église San Pietro de Porto Venere.
Dans le Palazzo della Battaglia, musée de la mémoire et du paysage du Pays d'Anghiari, se trouvent les deux seules copies miniatures connues et visibles au public, de la statue romaine. Elles reprennent parfaitement les formes de l'original, mais n'ont pas conservé le trône. Elles sont probablement en matière périssable (bois ?). Elles sont liées à la coutume des pèlerins d'apporter avec eux les « souvenirs » des lieux ayant fait objet de pèlerinage, comme la coquille de Saint-Jacques-de-Compostelle, mais on ne sait pas pourquoi seuls deux objets présentant ces caractéristiques ont été trouvés.
Dans la basilique de Lecco, sur le côté gauche du vestibule, il existe une copie identique à l'original, en bois peint imitant le bronze, du début du XXe siècle.
Une copie de la statue est conservée à l'intérieur de la crypte du complexe du sanctuaire marial de Lourdes (France).